# Pierre Ibos
Pierre Ibos, dit Pierre Khorat, né le 22 mai 1871 à Toulouse et mort le 6 novembre 1949 dans la même ville, est un général de division français.

## Biographie

### Famille
Il est le père de Paul Ibos, aviateur, compagnon de la Libération.

### Activités militaires
Commandant de la division marocaine sous les ordres du général Pétain pendant la guerre du Rif, il reçoit la soumission d'Abd el Krim le 27 mai 1926 près de Tisenmourène au Maroc.

## Distinctions
En 1946, il est élu au fauteuil 18 de l'Académie des Jeux floraux.

## Œuvres
- En colonne au Maroc, Perrin, 1913   (Pierre Khorat)
- Les droits de la France au Siam, Publication de la Revue Indochinoise, Hanoï, 1900
- La question des frontières du Siam et du Cambodge, Paris, 1903, Henri Charles-LAvauzelle,  31 p.lire en ligne sur Gallica
- Scènes de la pacification marocaine, Perrin, 1914, 303 p. lire en ligne sur Gallica
- Saint-Cyr et la vie militaire, avec Amédée Thierry, Émile Laure, Émile de Féligonde et Jacques Humbert, préface de Philippe Pétain, ministère de la Guerre, 1929
- Le Général Cavaignac : un dictateur républicain, Hachette, 1930
- Avec les missionnaires et les coloniaux de France, Douladoure frères, 1946

Préface
- Jean Ferrandi, De la Benoué à l'Atlantique, à la poursuite des Allemands, suite de La Conquête du Cameroun-Nord, Charles Lavauzelle, 1931